# Glenburn (Dakota del Nord)
Glenburn è un centro abitato (city) degli Stati Uniti d'America, situato nella Contea di Renville, nello Stato del Dakota del Nord. Nel censimento del 2000 la popolazione era di 374 abitanti. La città è stata fondata nel 1903. Appartiene all'area micropolitana di Minot.

## Geografia fisica
Secondo i rilevamenti dell'United States Census Bureau, la località di Glenburn si estende su una superficie di 0,70 km², tutti occupati da terre.

## Popolazione
Secondo il censimento del 2000, a Glenburn vivevano 374 persone, ed erano presenti 102 gruppi familiari. La densità di popolazione era di 556 ab./km². Nel territorio comunale si trovavano 181 unità edificate. Per quanto riguarda la composizione etnica degli abitanti, il 94,92% era bianco, lo 0,53% era afroamericano, lo 0,80% era nativo e l'1,07% proveniva dall'Asia. Lo 0,53% apparteneva ad altre razze, mentre il 2,14% apparteneva a due o più razze. La popolazione di ogni razza ispanica corrispondeva al 4,01% degli abitanti.
Per quanto riguarda la suddivisione della popolazione in fasce d'età, il 28,6% era al di sotto dei 18, l'8,3% fra i 18 e i 24, il 33,2% fra i 25 e i 44, il 21,1% fra i 45 e i 64, mentre infine l',8,8% era al di sopra dei 65 anni di età. L'età media della popolazione era di 34 anni. Per ogni 100 donne residenti vivevano 112,5 maschi.